# Ozak Esu
Pour les articles homonymes, voir Esu (homonymie).
Ozak Esu, née le 23 avril 1991, est une ingénieure électricienne nigériane, spécialisée en alimentation des bâtiments intelligents et militante pour la diversité au sein des métiers de l'ingénierie.

## Éducation
Ozak-Obazi Oluwaseyi Esu est née à Kaduna, au Nigéria. Elle obtient son certificat général d'éducation (Niveau A (en)) en mathématiques, physique et géographie à Lagos. Elle dit avoir été poussée à étudier l'ingénierie à l'université en raison des problèmes énergétiques rencontrés par son pays  .
En 2008, elle émigre au Royaume-Uni, où elle obtient un baccalauréat universitaire en génie électronique et électrique. Elle préside une association d'étudiants, la Société nigériane. Elle bénéficie d'une bourse de 54000 £ pour des études de troisième cycle et obtient son doctorat en 2016, en travaillant sur des pales d'éoliennes sous la supervision de James Flint. Sa thèse de doctorat montre les possibilités d'utiliser des capteurs à bas prix de l'électronique grand public pour surveiller les conséquences des vibrations sur les pales d'éoliennes. Parallèlement à la publication de ses travaux dans des revues scientifiques, elle en fait des présentations lors de conférences internationales sur l'énergie renouvelable et sur les tests de vibration en Europe et aux États-Unis. En 2013, elle en a fait une présentation à la conférence Harnessing the Energy  de la Women's Engineering Society.

## Carrière et recherche
Ozak Esu rejoint Cundall Johnston and Partners en novembre 2014 en tant qu'ingénieure diplômée, tout en terminant son doctorat à l'Université de Loughborough. Elle contribue à la conception technique et supervise la construction de seize écoles primaires et secondaires à travers le Royaume-Uni au cours de ses deux premières années dans l'entreprise. En 2017, elle est promue ingénieure électricienne. Elle est alors responsable de la direction, de la gestion et de la coordination de l'évaluation des infrastructures électriques existantes et de la conception des services électriques de nouveaux bâtiments, ainsi que de l'encadrement en tant que mentor pour les étudiants  .
En janvier 2019, Ozak Esu rejoint en tant que responsable technique l'établissement de recherche en bâtiments au sein Center for Smart Homes and Buildings (CSHB) . Le CSHB se décrit comme «un centre de collaboration pour l'industrie, le milieu universitaire et le gouvernement. Il vise à accélérer l'utilisation de produits et services intelligents dans l'environnement bâti, à maximiser les avantages pour tous et à relever les défis communs du marché de l'Internet des objets (IoT) "  .
Dans ces fonctions, elle est chargée d'effectuer des recherches sur une gamme de sujets autour des bâtiments intelligents, de définir de nouveaux projets et d'élaborer des propositions. Cela lui donne l'opportunité «d'apporter son expertise doctorale sur le thème des« smart cities »  .
En février 2021, elle rejoint la multinationale liechtenteinoise Hilti group en tant que directrice de projets
Parallèlement à son travail, Ozak Esu est conférencière invitée à l'Université de Bath, à l'Université de Lincoln, à l'Université de Loughborough et à l'Université de London South Bank.

### Engagements en faveur de la diversité
Ozak Esu consacre du temps à des initiatives qui promeuvent la diversité, l'inclusion, l'égalité et cherchent à autonomiser les femmes et les groupes ethniques minoritaires travaillant et étudiant dans les disciplines liées aux STEM. Elle est notamment bénévole au sein de l'Association for Black and Minority Ethnic Engineers (AFBE-UK - Association pour les ingénieurs noirs ou issus de minorités ethniques). Elle contribue dans son université à un comité enquêtant sur les obstacles qui empêchent les étudiantes d'accéder à des postes dans le milieu universitaire, et elle sert de mentor dans une fondation au Nigéria, la Fondation Visiola  ,,.
Elle présente son parcours universitaire et professionnel à des écoliers et des étudiants, pour promouvoir les études et les carrières en sciences, technologie, ingénierie et mathématiques. Elle a également été impliquée dans des campagnes telles que Careers in STEM, Portrait of an Engineer et HM Government Year of Engineering 2018,. Elle a été l'invitée de l'émission  « Extreme Cake Makers » sur Channel 4 .

### Prix et distinctions
En 2013, Ozak Esu remporte le programme Inaugural Energy Young Entrepreneur (Energy YES ) d'une valeur de 2000 £ tout en travaillant au sein d'une équipe de quatre doctorants de la MEGS (Midlands Energy Graduate School).
Elle est nommée le 23 juin 2017 dans la liste des « 50 meilleures femmes de moins de 35 ans du Telegraph » . Elle reçoit en 2017 le prix de la jeune ingénieure de l'année, ainsi que le prix Mike Sargeant Career Achievement Award pour les jeunes professionnels, tous deux décerné par  l'Institution of Engineering and Technology,. ,